# 特里普屋

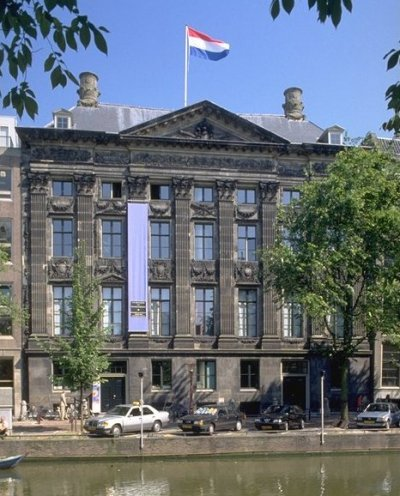
特里普屋

特里普屋（荷蘭語：Trippenhuis）是位於荷蘭阿姆斯特丹市中心的一座新古典主義建築。

## 历史
修建於1660年至1662年之間，曾是武器貿易是路易斯和亨德里克特里普的住宅。自1887年開始，該建築就是荷蘭皇家藝術與科學學院的所在地。建築的設計者是Justus Vingboons。2020年，該建築的翻新工程贏得了荷蘭建築獎。

## 外部連結
- Trippenhuis on the KNAW website